# Hana Hegerová
Hana Hegerová (n. 20 octombrie 1931, Bratislava, Cehoslovacia – d. 23 martie 2021, Praga, Cehia) a fost o cântăreață și actriță slovacă. Adesea denumită regina chansonului cehoslovac, a câștigat popularitate în primul rând ca o cântăreață de chanson. Peste hotare, Hegerová a obținut o recunoaștere în special în țările vorbitoare de limba germană. A locuit în Praga.

## Biografie
Născută Carmen Mária Štefánia Farkašová, din 1937 până în 1942 Hegerová a urmat școala de balet la Teatrul Național din Bratislava. După ce a terminat studiile primare în Komárno în 1950, a lucrat ca secretară la uzinele Škoda  și ca profesoară la o școală profesională. Din 1951 până în 1953, Hegerová a urmat cursuri profesionale de teatru la Conservatorul de Stat de Teatru, apoi în 1957 s-a alăturat trupei Teatrului Petr Jilemnický din Žilina. 
În 1954, Hegerová  a jucat ca Hana Čelková rolul principal în filmul Frona. În 1957 a avut loc prima sa apariție ca o cântăreață în Tatra Revue din Bratislava. După ce a venit la Praga, principalul actor ceh Jan Werich i-a oferit un contract cu Teatrul ABC, dar ea l-a refuzat. Din 1958 până în 1961, a interpretat la Teatrul Rokoko din Praga și din 1961 până în 1966 la Teatrul Semafor, unde a apărut în opera de jazz Dobře placená procházka de Jiří Suchý (libret) și Jiří Šlitr (muzică) și în filmul Kdyby tisíc klarinetů (Dintr-o mie de clarinete). Repertoriul ei a inclus numeroase chansonuri ale unor autori cehi și slovaci, precum și versiuni cehe ale pieselor din repertoriul lui Édith Piaf ("Mylord"), Jacques Brel ("Ne me quitte pas") și cântece ale lui Kurt Weill ("Surabaya Johnny", „The Barbara Song”) și multe altele. În 1967, Hana Hegerová a apărut în sala de spectacole  Paris Olympia unde a interpretat melodiile lui Jacques Brel și Charles Aznavour. De asemenea, a concertat la Târgul Mondial de la Montreal. Din 1977 până în 1981, în timpul normalizării cehoslovace, Hegerová a fost obligată să-și oprească activitățile în străinătate, de asemenea activitățile sale de concert au fost restrânse și în Cehoslovacia. În urma revoluției de catifea, Hegerová a început să cânte mai des în public. În această perioadă a primit numeroase premii muzicale, de exemplu, Discul de Platină în 1992 și premiul ceh Grammy în 1996. În 2002, Hana Heregová a primit o medalie de merit din partea președintelui ceh, Václav Havel. 
În august 2011, presa națională a anunțat că diva a decis să se retragă din industria muzicală, spunând pentru MusicServer: „Am decis că nu mai doresc [acest lucru]. Nu vreau să mai cânt, nu vreau să mai apar în public. Vreau să scap de stres. Pur și simplu, afacerea Hana Hegerová a încetat, mai departe Hana Hegerová rămâne o persoană privată care în sfârșit vrea să se bucure de zile liniștite alături de câinele ei. Îmi doresc noroc [...]"
În decembrie 2014, a fost internată cu grave probleme cardiace în Spitalul General Universitar (Všeobecná fakultní nemocnice) din Praga. 

## Discografie
| Albume de studio - 1966: Šansony s Hanou Hegerovou - 1971: Recital - 1973: Recital 2 - 1977: Lásko prokletá - 1987: Potměšilý host - 2010: Mlýnské kolo v srdci mém | Albume pentru export - 1967: Ich (aka Chansons) - 1969: Hana Hegerová - 1972: So geht es auf der Welt zu - 1974: Fast ein Liebeslied - 1975: Wir für euch - 1987: Chansons (aka Wenn die Schatten) |

## Filmografie
| An   | Titlu                                | Titlu                         | Regizor(i)                     | Regizor(i) |
| An   | original                             | internațional                 | Regizor(i)                     | Regizor(i) |
| ---- | ------------------------------------ | ----------------------------- | ------------------------------ | ---------- |
| 1954 | Frona                                | Frona                         | Jiří Krejčík                   |            |
| 1957 | Tam na konečné                       | At the Terminus               | Ján Kadár și Elmar Klos        |            |
| 1960 | Přežil jsem svou smrt                | I Survived Certain Death      | Vojtěch Jasný                  |            |
| 1960 | Policejní hodina                     | The Hour of the Cop           | Otakar Vávra                   |            |
| 1962 | Zhasněte lampióny                    | Turn Off Lanterns             | Ján Roháč și Vladimír Svitáček |            |
| 1962 | Neděle ve všední den                 | A Weekday Sunday              | Félix Máriássy                 |            |
| 1963 | Naděje                               | The Hope                      | Karel Kachyňa                  |            |
| 1963 | Konkurs                              | Audition                      | Miloš Forman                   |            |
| 1965 | Kdyby tisíc klarinetů                | If a Thousand Clarinets       | Ján Roháč și Vladimír Svitáček |            |
| 1966 | Dobře placená procházka (film TV)    | A Well-Paid Walk              | Miloš Forman și Ján Roháč      |            |
| 1967 | Ta naše písnička česká               | This Is Our Czech Song        | Zdeněk Podskalský              |            |
| 1967 | Sedm žen Alfonse Karáska             | Seven Wives of Alfons Karásek | Zdeněk Podskalský              |            |
| 1974 | Třicet případů majora Zemana         | Thirty Cases of Major Zeman   | Jiří Sequens                   |            |
| 1988 | Lovec senzací                        | Stunner-fisher                | Martin Hollý                   |            |
| 1989 | Fabrik der Offiziere mini(serial TV) | The Officer Factory           | Wolf Vollmar                   |            |
| 1991 | Poslední motýl                       | The Last Butterfly            | Karel Kachyňa                  |            |
| 2006 | Kde lampy bloudí                     | Where the Lamps Roam          | Jakub Kohák                    |            |
| 2008 | Nestyda                              | Nasty                         | Jan Hřebejk                    |            |

## Premii

### Premii importante
| An                                  | Lucrare nominalizată     | Premiu                                       | Categorie                                           | Rezultat     | Rezultat |
| ----------------------------------- | ------------------------ | -------------------------------------------- | --------------------------------------------------- | ------------ | -------- |
| 1962                                | "Szeptem"                | Festivalul International Sopot               | Contest of Polish Songs – cea mai bună interpretare | Argint       |          |
| 1962                                | "Ošklivá neděle"         | Festivalul International Sopot               | Întrecere internațională – cel mai bun cântec       | Bronz        |          |
| 1962                                | "Ošklivá neděle"         | Festivalul International Sopot               | Premiul Criticii                                    | Câștigat     | [ 21 ]   |
| 1968                                | Necunoscut               | Premiul orașului Praga                       | Necunoscut                                          | Câștigat     | [ 22 ]   |
| 1969                                | Necunoscut               | Festwochen Wiesbaden                         | Necunoscut                                          | Câștigat     | [ 22 ]   |
| 1983                                | Necunoscut               | tz Rose                                      | 15–22 iulie                                         | Câștigat     | [ 23 ]   |
| 1988                                | Potměšilý host           | Nota de Aur                                  | Cel mai bun album                                   | Câștigat     | [ 24 ]   |
| 1988                                | "Levandulová"            | Nota de Aur                                  | Cel mai bun cântec (împărțit cu P.Hapka)            | Câștigat     | [ 25 ]   |
| 1988                                | Ea însăși                | Nota de Aur                                  | Best Female Singer                                  | Câștigat     | [ 25 ]   |
| 2010                                | Ea însăși                | Anděl Awards                                 | Cântăreața anului                                   | Nominalizare |          |
| 2010                                | Mlýnské kolo v srdci mém | Anděl Awards                                 | Albumul anului                                      | Nominalizare |          |
| Activitatea de o viață și realizări |                          |                                              |                                                     |              |          |
| 1974                                | Ea însăși                | Premiul H-D.Genscher                         | Goldene Europa                                      | Onorată      | [ 26 ]   |
| 1974                                | Ea însăși                | Academia Franceză                            | Ordinul de Merit în Educația Artistică - Cavaler    | Onorată      | [ 26 ]   |
| 1995                                | Ea însăși                | Premiul Gramy (Anděl)                        | The Hall of Fame                                    | Adăugată     | [ 27 ]   |
| 2002                                | Ea însăși                | Premiul Václav Havel                         | Medalia de Merit                                    | Onorată      | [ 28 ]   |
| 2007                                | Ea însăși                | Premiul MOFFOM (Music on Film-Film on Music) | Activitatea de o viață în muzică-film               | Onorată      | [ 29 ]   |
| 2012                                | Ea însăși                | Ansamblul Prague 1                           | Cetățean de onoare                                  | Onorată      |          |
| 2013                                | Ea însăși                | Premiul Pierre Lévy                          | Ordinul național de merit - comandant               | Onorată      | [ 30 ]   |
| 2014                                | Ea însăși                | Premiul Miloš Zeman                          | Ordinul Tomáš Garrigue Masaryk – clasa 1            | Onorată      | [ 31 ]   |